# 羅塔赫河 (泰根湖)
47°41′43″N 11°46′12″E / 47.69514765366142°N 11.76986575126648°E
羅塔赫河（德語：Rottach），是德國的河流，位於該國東南部，由巴伐利亞負責管轄，河道全長10公里，發源自羅特齊格莫斯貝格山，河口處在羅塔赫-埃根附近。